# Maxime Maufra

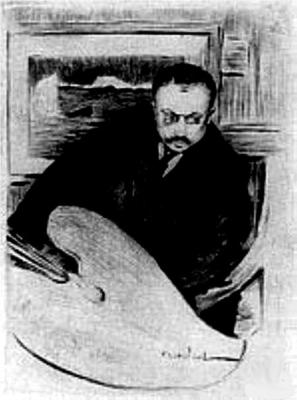
Maxime Maufra, Porträt von Allan Österlind, um 1910

Maxime Maufra (* 17. Mai 1861 in Nantes; † 23. Mai 1918 in Poncé-sur-le-Loir, Frankreich, eigentlich Maximilien Émile Louis Maufra) war ein französischer Maler des Impressionismus. 

## Leben
Maufra begann mit 18 Jahren zu malen, inspiriert durch zwei Maler aus Nantes, die Brüder Leduc, Charles Leduc (* 1831) und Alfred Leduc (etwa 1850–1913). Er widmete sich der Malerei anfangs jedoch nur zeitweise, da er Geschäftsmann war und in den Jahren von 1884 bis 1890 in der Freizeit malte. In dieser Zeit lernte er die impressionistische Malweise kennen und stellte seine Arbeiten 1886 im Pariser Salon aus.

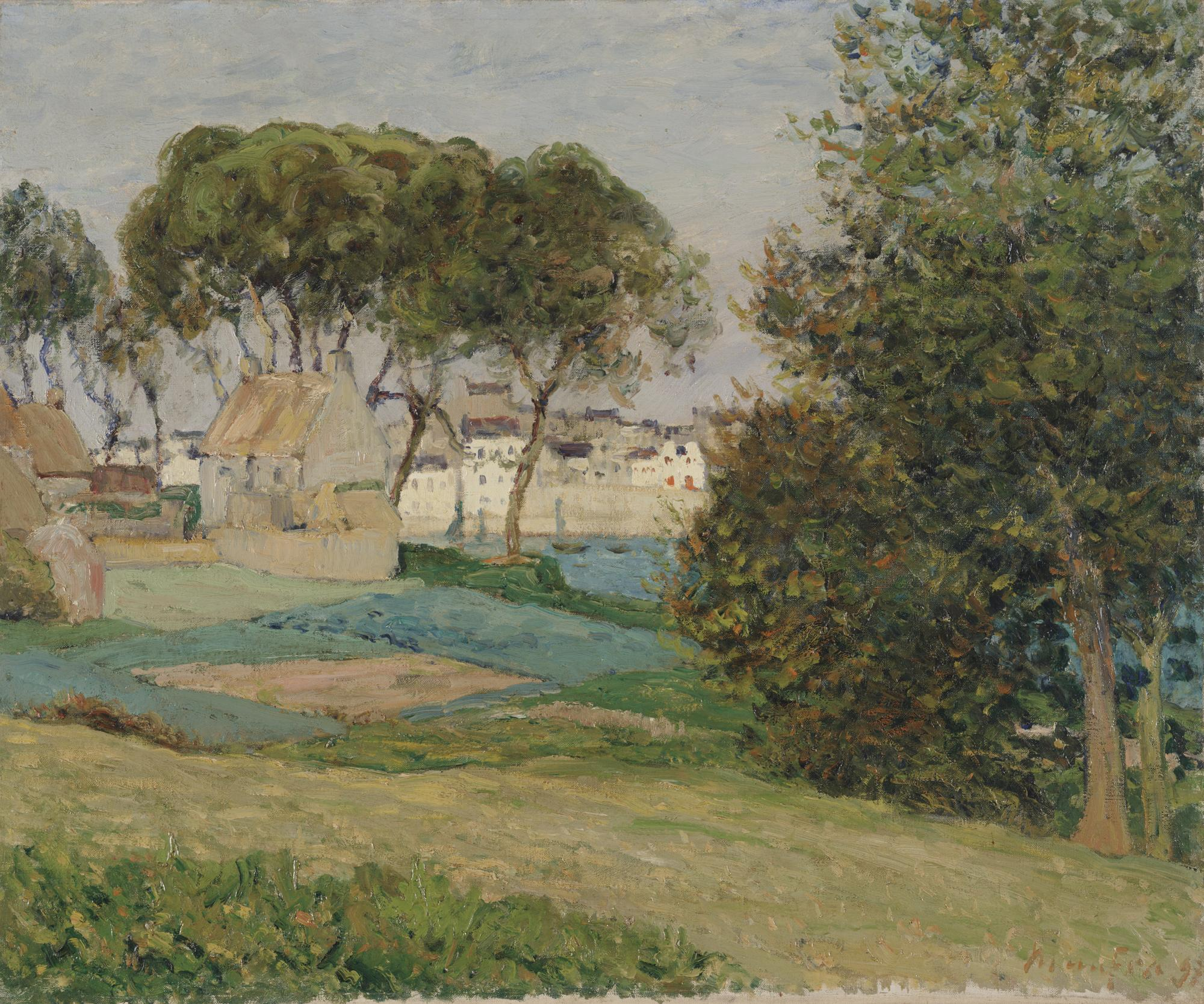
Douarnenez Paysage d'Octobre (1896), Dallas Museum of Art

Im Jahr 1890 wurde er professioneller Maler, verließ Nantes und zog in die Bretagne, wo er auf Paul Gauguin und Paul Sérusier traf. Als er aus der Bretagne zurückkehrte, war er im Jahr 1892 der erste Bewohner des Atelierhauses Bateau-Lavoir in Paris, dessen bekanntester Bewohner ab 1904 Pablo Picasso wurde. Maufra hatte in Paris 1894 seine erste Einzelausstellung in der Galerie Le Barc de Boutteville.

## Werk
In seinen Gemälden zitierte Maufra gelegentlich die pointillistische Maltechnik von Camille Pissarro oder Alfred Sisley und übernahm ebenfalls die starken Farben der kraftvollen Gemälde aus der Schule von Pont-Aven. Er blieb jedoch ein unabhängiger Künstler, der sein Werk der Schönheit der Natur widmete. Seine Werke sind weltweit in Museen vertreten, beispielsweise im Musée d’Orsay, in der Tate Gallery und im Art Institute of Chicago.